# Улица Макатаева (Алма-Ата)
Улица Макатаева — улица в Жетысуском, Медеуском и Бостандыкском районах города Алма-Аты. Улица отличается наличием трамвайных путей (ныне не функционируют) практически по всей длине (от улицы Жетысуской до улицы Байтурсынова).

## Структура улицы

Улица Макатаева, вид в направлении на восток

Проходит с востока на запад от Центрального парка культуры и отдыха имени Максима Горького и заканчивается западнее улицы Байзакова на территории бывшего Алматинского маргаринового завода (основан в 1962, ныне завод АО «Eurasia Foods Corporation»). Находится между проспектом Раимбека и улицей Гоголя.
С востока в районе парка Горького в улицу вливается улица Коперника, проходящая с севера на юг.
Является одной из важнейших магистралей города и пересекает реку Малая Алматинка, улицы Калдаякова, Пушкина, Кунаева, проспект Назарбаева, улицу Панфилова, проспект Абылай хана, улицы Желтоксан и Наурызбай батыра, проспект Сейфуллина, улицы Байтурырсынова, Шагабутдинова, Муратбаева, Муканова и Байзакова.
Участок улицы в районе Зеленого базара между улицами Пушкина и Калдаякова является односторонним с запада на восток, в противоположную сторону на этом участке ходят только автобусы (выделенная линия).
С июля 2018 года, улица является односторонней по всей протяженности с востока на запад.
Протяженность улицы 4750 м.

## История
Улица сформировалась в 1860—1870-х гг. как южная граница между Большой Алматинской станицей и городом Верным. Впервые обозначена на генплане г. Верного в 1858 г. Функционально Кульджинская улица играла роль транспортной связи между различными градостроительными образованиями: Большой Алматинской станицей, выселком, Дунганской и Уйгурской слободами и торгово-административным центром города.
Центральная и восточная часть улицы (в интервале Лепсинской — Талгарской) относилась к первому разряду и застраивалась лучшими казенными и частными домами, в том числе дом городского головы Павла Зенкова, дома И.Габдулвалиева и Ходжанова, телеграф, Областное правление, хлебопекарни, харчевни, артели, мастерские.
В районе современного Центрального рынка находилась Гостинодворская площадь, построенная в 1875 г.
В 1919 г. в доме № 20 по улице проходил первый слет акынов Жетысу, в память об этом событии установлена мемориальная доска. По первому генеральному плану города 1936 г. по улице был проложены трамвайные пути.
В сквере, выходящим на ул. Макатаева, в 2002 г. установлен памятник поэту (скульптор Н.Далбай).
По адресу Макатаева, 10 расположен Городской наркологический центр, где получаются справки о несостоянии на наркогологическом учёте и где водители проходят алкогольную экспертизу. Из-за чего адрес широко известен в городе.

### Названия
Кульджинская — первое название улицы, связано с тем что через неё пролегает выезд к Кульджинскому тракту. Через улицу Макаетава и сегодня можно выехать на развилку Кульджинского и Талгарского трактов.
В 1927—1991 гг. — улица Пастера. В 1915 г. на улице разместилась Пастеровская станция, что отразилось в её названии. Сам же Луи Пастер — известный французский ученый.
Улица переименована в честь поэта Мукагали Макатаева (1931—1976).

## Учреждения
Вдоль и рядом с улицей расположены:
- Центральный парк культуры и отдыха имени Максима Горького;
- Набережная реки Малая Алматинка;
- Городской наркологический центр медико-социальной коррекции[2];
- исторический Зеленый базар;
- гостиница «Туркестан»;
- Консульство Украины, бывший дом купца Филиппова, Научный центр гигиены и эпидемиологии им. Х.Жуматова,
- АО «Машиностроительный завод им. С. М. Кирова»;
- бывший Алматинский маргаринованый завод (основан в 1962, ныне завод АО «Eurasia Foods Corporation»);
- Бизнес центр «Abylai Khan plaza»[4].

Памятник Мукагали Макатаеву
Гостиница «Туркестан»
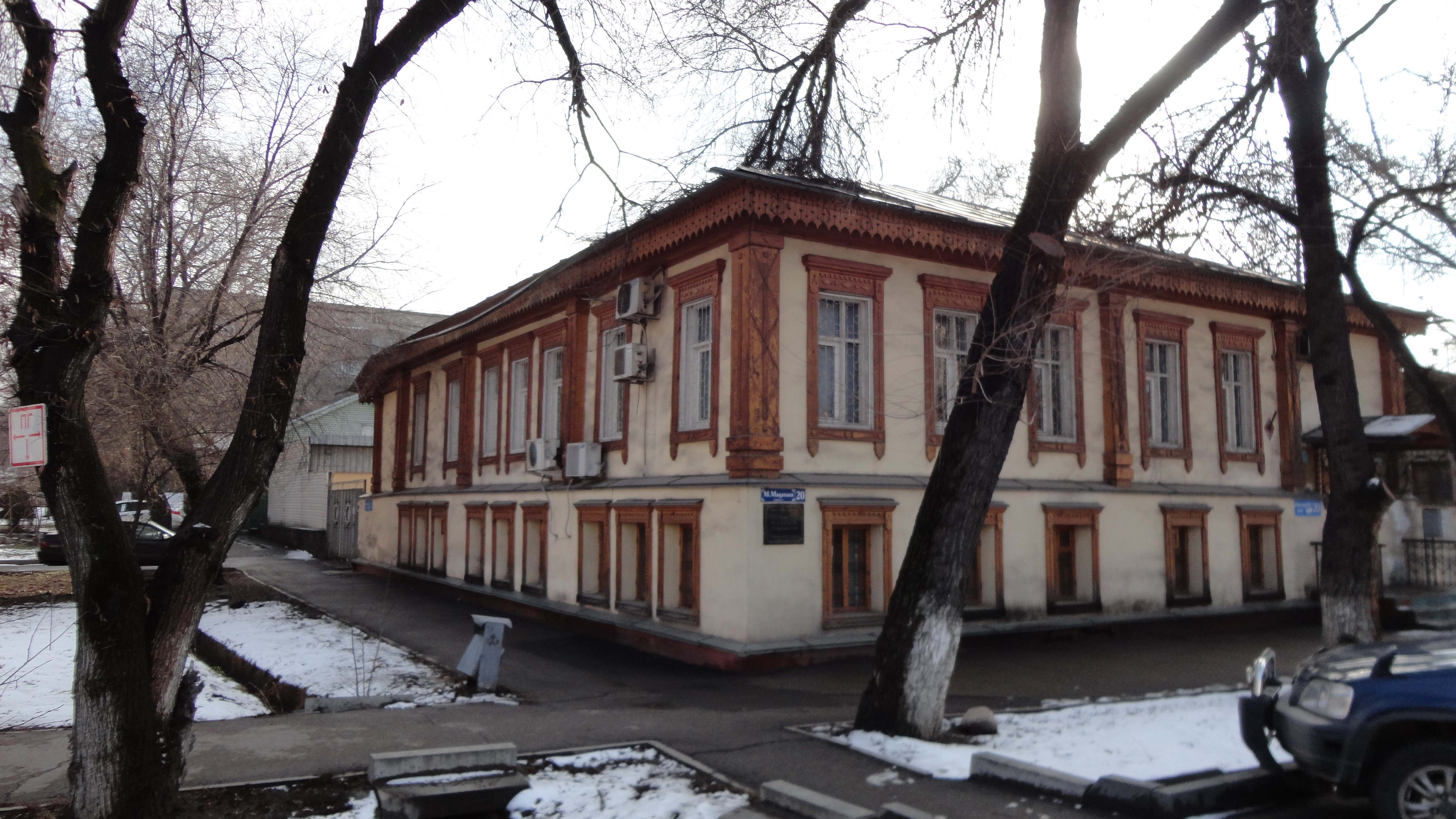
Дом купца Филиппова
Бизнес центр «Abylai Khan plaza»